# Roger Vanlerberghe
Roger Vanlerberghe (Klerken, 10 juni 1924 - Klerken, 24 november 2021) was een Belgisch motorcrosser.

## Levensloop
Tijdens zijn kindertijd verbleef Vanlerberghe een tijdlang in Canada, maar in de jaren 30 keerde het gezin terug naar zijn geboortedorp.
Hij begon zijn carrière als motorcrosser in 1949 als solorijder. Hij combineerde dit drie seizoenen met de zijspancrossen, maar besloot vanaf 1953 zich te concentreren op deze laatste discipline.
Vanlerberghe werd Belgisch kampioen zijspancross in 1957. Daarnaast werd hij driemaal tweede en eenmaal derde op het BK. Zijn bakkenist was Marcel Beeckaert.

## Palmares
- Belgisch kampioenschap: 1957
- Belgisch kampioenschap: 1952, 1955 en 1956
- Belgisch kampioenschap: 1953